# ハケットロンドン
ハケット・リミテッド（英語: Hackett Limited）はイギリスの多チャンネル小売業者で、紳士・少年向けの衣料品や装身具を幅広く取り扱っている。1983年にイギリスのロンドンで設立された。2019年6月現在、ロンドンのサヴィル・ロウ14番地に旗艦店を構え、全世界に160店舗を展開している。

## 歴史

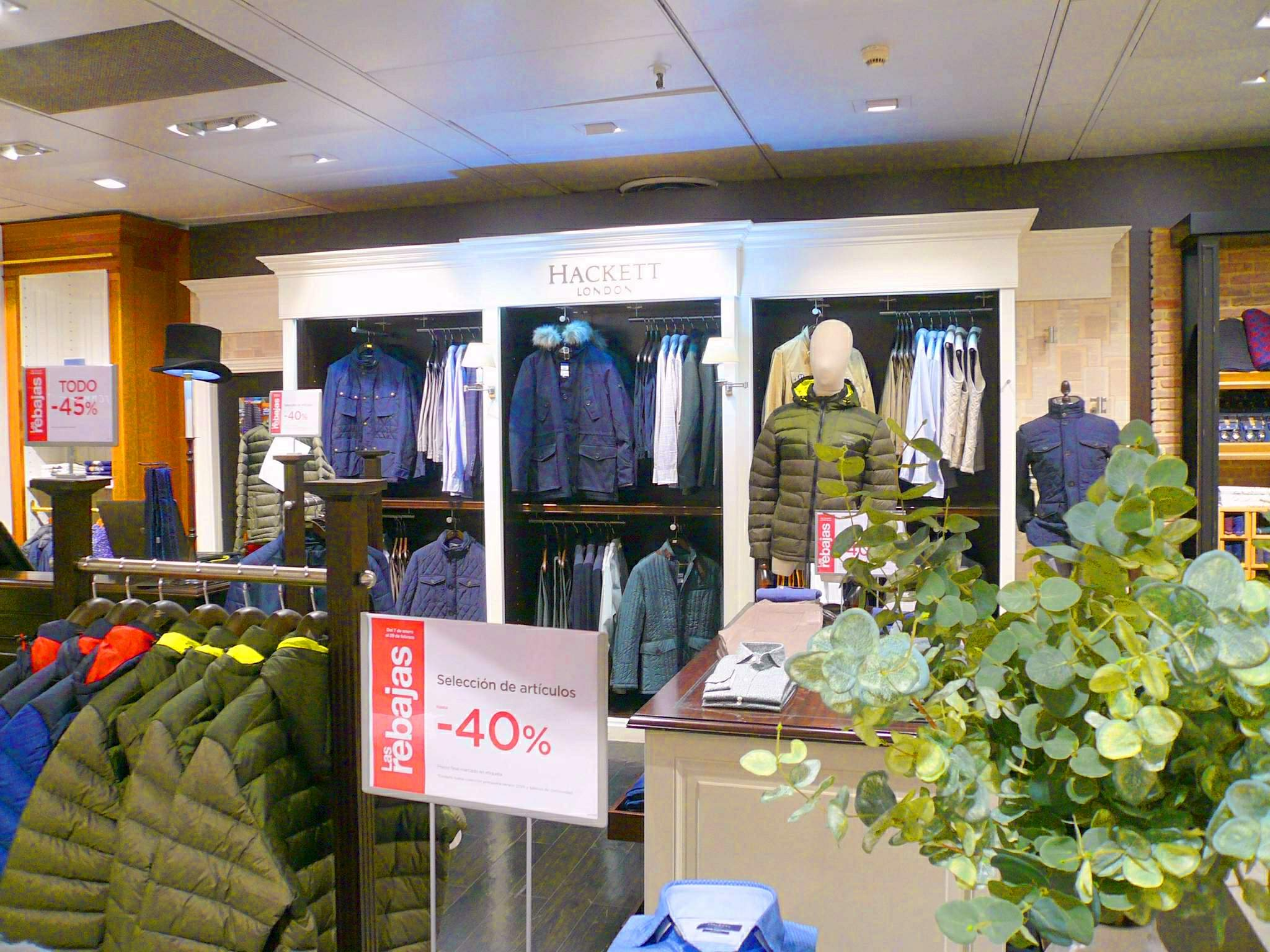
スペイン・ビトリアのデパート、エル・コルテ・イングレス内にあるハケットの店舗

ハケット（Hackett）は1983年にジェレミー・ハケットとアシュリー・ロイド＝ジェニングス（Ashley Lloyd-Jennings）によって、ロンドンのポートベロ・ロードの露店から創業された。 ロンドンのチェルシー地区キングス・ロードの「誤った端」にあった1号店は、古着のみを扱っていた。
支店を増加し、古着の仕入れや販売から自社商品のデザインや販売へと数年かけて徐々に拡大していった。国際的な拡大は、1989年にスペインのマドリードに支店を開いたことから始まった。 1994年にはパリの左岸に店を開き、その翌年には子供服をコレクションに加えた。
2005年6月、リシュモンはハケットをスペインの投資会社Torreal S.C.R., S.A.に売却した ハケットは2005年にトミーヒルフィガーからハケットに入社したアメリカ人のクリエイティブ・ディレクター、マイケル・ソンダグを起用した。
2015年2月、ハケット（ペペ・ジーンズ・グループの一員）はレバノン企業のM1グループとLVMHの子会社であるLキャピタル・アジアに買収された。ハケットとペペ・ジーンズは、それまでトーレアル・ファンド（31%）、アルタ・キャピタル（16.4%）、Lキャピタル・ヨーロッパ（11.5%）とその経営者によって所有されていた。 ハケットは2015年シーズン以降、ウィリアムズ・マルティーニ・レーシング・チームの公式ウェア・サプライヤーとなった。

## サヴィル・ロウ
ロンドンのサヴィル・ロウ14番地にある同社の旗艦店の場所には、1946年から2019年3月までハーディ・エイミスの店があったが、2019年6月にハケットに場所が引き継がれた。 ニュースレポートは店の概要についてこう述べた：「新店舗は伝統的なショップフロアスペース、オーダーメイドのテーラリング、限定コレクションのための売り場で構成される」 ジェレミー・ハケットは以下の声明を発表した。:
"1970年代初頭にロンドンに来た時に働いていた世界的に有名なサヴィル・ロウにハケットがオープンする事になり、大変ときめいています。私はすぐにハンドメイドの服のアイデアに魅了され、最初にハケットをオープンした時にはサヴィル・ロウに感化されていました。真の紳士であったハーディ・エイミスに仕えていた事を覚えています。それから何年も経って、まさか彼の古い建物の中で、尊敬するテーラーたちと一緒に店を開く事になるとは思ってもいませんでした。ここは紳士服の仕立てで最も有名な通りであり、サヴィル・ロウという素晴らしい伝統の一部になれる事を光栄に思っています。"